# Уильямс, Роберт (стрелок из лука)
Роберт У. Уильямс (англ. Robert W. Williams; 24 января 1841 — 10 декабря 1914, Вашингтон) — американский стрелок из лука, чемпион и дважды серебряный призёр летних Олимпийских игр 1904.
На Играх 1904 в Сент-Луисе Уильямс участвовал во всех мужских дисциплинах. Он стал чемпионом в командном первенстве и выиграл две серебряные награды в индивидуальных состязаниях.